# 第10回ジャパンボウル
第10回ジャパンボウルは1985年1月13日、横浜スタジアムで行われたカレッジフットボールのオールスター東西対抗戦。西軍が28-14で勝利した。西軍の勝利は6年連続8回目となった。

## 試合開催前の話題
カレッジフットボール史上初の通算10,000ヤードを投げて、ハイズマン賞を受賞したボストンカレッジのQBダグ・フルーティが期待を集めた。

## 試合経過
西軍はカリフォルニア大学のQBゲイル・ギルバートが率いるオフェンスが、ラン、パスを織り交ぜて前進し、第2Q 35秒にサンディエゴ州立大学のマイク・ウォーターズ (Mike Waters) がゴール前1ヤード地点から中央をついて先制TDをあげた。さらに8分、ネブラスカ大学のジェフ・スミスが1ヤード地点から密集を突き、TDをあげて14-0とリードした。前半終了間際にボストンカレッジのトニー・サーマンがネバダ大学ラスベガス校のランドール・カニンガムのパスをインターセプトし、リターンTDを狙ったが、58ヤードをリターンした6ヤード地点でカニンガムに阻まれた。東軍は残り17秒で3プレーを行ったが、得点をあげることはできず、14-0で前半は終了した。
後半、東軍は反撃し、第3Q序盤にテネシー大学のジョニー・ジョーンズ (Johnny Jones) の4ヤードのTDランで14-6と点差を詰めた。西軍は第3Q終盤、ゲイル・ギルバートがアル・ツーンへ3ヤードのTDパスを決めた。
第4Q序盤にノースカロライナ大学のイーサン・ホートンの14ヤードTDラン、マイク・トムザックが2ポイントコンバージョンを成功させ、残り13分38秒で東軍は14-21と7点差に点差を詰めた。第4Q終盤、東軍は自陣4ヤードから敵陣3ヤードまで93ヤードをドライブしたが、TDを狙ったパスをUCLAのロン・ピッツがインターセプトし、99ヤードのリターンTDをあげて残り1分41秒で28-14とし、そのまま勝利した。ピッツがインターセプトしたプレーでは、東軍はQBドロープレーを指示しており、失敗しそうな場合はボールを放り捨てるよう指示がされていた。
西軍は守備でもウィスコンシン大学のディフェンシブラインマン、ダリル・シムズが激しいラッシュを見せて活躍し、フルーティにTDパスを許さなかった。
トムザックと交互に起用されたダグ・フルーティはダリル・シムズらのラッシュに苦しみ、10ヤード、12ヤード、21ヤードのランも見せたが、ランではマイナス7ヤード、パス25回中14回成功、208ヤード、1インターセプト、トムザックはパス21回中11回成功、133ヤード、ギルバートはパス25回中16回成功、140ヤード、カニンガムはパス20回中9回成功126ヤードを獲得した。
ジョー・ロス賞（最優秀選手賞）には、ゲイル・ギルバートが選ばれた。